# Badminton nos Jogos Olímpicos de Verão de 2016 - Duplas mistas

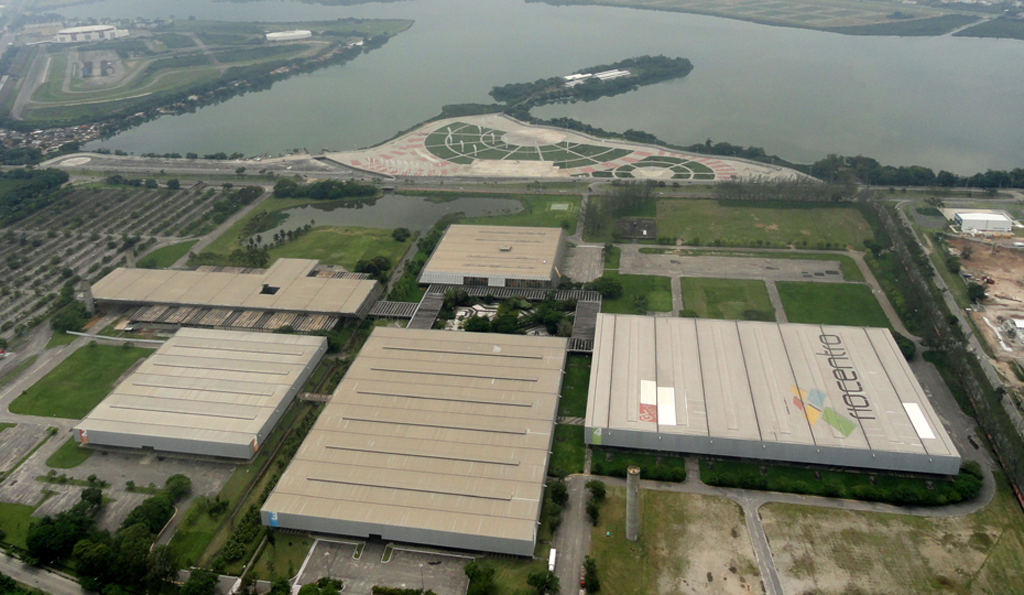
Imagem aérea do Riocentro, local da disputa das duplas mistas em 2016

O torneio de duplas mistas do badminton nos Jogos Olímpicos de Verão de 2016 decorreu entre 11 e 17 de agosto no pavilhão 4 do Riocentro. O torneio consistiu de uma primeira fase de grupos, seguida de eliminatórias.

## Calendário
|          | Quinta 11 ago | Sexta 12 ago | Sábado 13 ago | Domingo 14 ago | Segunda 15 ago | Terça 16 ago | Quarta 17 ago |
| -------- | ------------- | ------------ | ------------- | -------------- | -------------- | ------------ | ------------- |
| Feminino | Grupos        | Grupos       | Grupos        | Quartas        | Semi           | Bronze       | Final         |

## Medalhistas
O pódio foi totalmente asiático, com o ouro conquistado pela dupla da Indonésia, que derrotou o duo malaio. A equipe chinesa ficou com o bronze.
| Ouro   | INA Tontowi Ahmad e Liliyana Natsir |
| Prata  | MAS Chan Peng Soon e Goh Liu Ying   |
| Bronze | CHN Zhang Nan e Zhao Yunlei         |

## Resultados

### Fase de grupos
Na primeira fase, as duplas disputaram uma fase de grupos com três jogos em cada uma das quatro poules  de quatro equipes.

#### Grupo A
| Equipe                             | J | V | D | SG | SP | Pts |
| ---------------------------------- | - | - | - | -- | -- | --- |
| CHN Zhang Nan / Zhao Yunlei        | 3 | 3 | 0 | 6  | 0  | 3   |
| INA Praveen Jordan / Debby Susanto | 3 | 2 | 1 | 4  | 3  | 2   |
| HKG Lee Chun Hei / Chau Hoi Wah    | 3 | 1 | 2 | 3  | 4  | 1   |
| GER Michael Fuchs / Birgit Michels | 3 | 0 | 3 | 0  | 6  | 0   |

| Equipe 1                 | Resultado          | Equipe 2                 |
| 11 de agosto, 8:00       | 11 de agosto, 8:00 | 11 de agosto, 8:00       |
| ------------------------ | ------------------ | ------------------------ |
| CHN Zhang N / Zhao YL    | 21–19 21–16        | GER M Fuchs / B Michels  |
| 11 de agosto, 10:45      |                    |                          |
| INA P Jordan / D Susanto | 21–12 19–21 –15    | HKG Lee C H / Chau H W   |
| 12 de agosto, 8:00       |                    |                          |
| CHN Zhang N / Zhao YL    | 21–16 21–15        | HKG Lee C H / Chau H W   |
| 12 de agosto, 9:35       |                    |                          |
| INA P Jordan / D Susanto | 21–16 21–15        | GER M Fuchs / B Michels  |
| 13 de agosto, 16:40      |                    |                          |
| CHN Zhang N / Zhao YL    | 21–11 21–18        | INA P Jordan / D Susanto |
| 13 de agosto, 16:40      |                    |                          |
| HKG Lee C H / Chau H W   | 21–17 21–14        | GER M Fuchs / B Michels  |

#### Grupo B
| Equipe                                            | J | V | D | SG | SP | Pts |
| ------------------------------------------------- | - | - | - | -- | -- | --- |
| POL Robert Mateusiak / Nadieżda Zięba             | 3 | 2 | 1 | 4  | 4  | 2   |
| CHN Xu Chen / Ma Jin                              | 3 | 2 | 1 | 5  | 4  | 2   |
| GBR Chris Adcock / Gabrielle Adcock               | 3 | 1 | 2 | 4  | 5  | 1   |
| DEN Joachim Fischer Nielsen / Christinna Pedersen | 3 | 1 | 2 | 4  | 4  | 1   |

| Equipe 1                     | Resultado           | Equipe 2                  |
| 11 de agosto, 16:40          | 11 de agosto, 16:40 | 11 de agosto, 16:40       |
| ---------------------------- | ------------------- | ------------------------- |
| CHN Xu C / Ma J              | 13–21 22–20 21–15   | GBR C Adcock / G Adcock   |
| 11 de agosto, 16:40          |                     |                           |
| DEN J F Nielsen / C Pedersen | 21–18 23–21         | POL R Mateusiak / N Zięba |
| 12 de agosto, 8:25           |                     |                           |
| CHN Xu C / Ma J              | 21–13 9–21 19–21    | POL R Mateusiak / N Zięba |
| 12 de agosto, 9:35           |                     |                           |
| DEN J F Nielsen / C Pedersen | 19–21 24–22 17–21   | GBR C Adcock / G Adcock   |
| 13 de agosto, 8:25           |                     |                           |
| DEN J F Nielsen / C Pedersen | 24–22 14–21 16–21   | CHN Xu C / Ma J           |
| 13 de agosto, 10:45          |                     |                           |
| GBR C Adcock / G Adcock      | 21–18 25–27 9–21    | POL R Mateusiak / N Zięba |

#### Grupo C
| Equipe                               | J | V | D | SG | SP | Pts |
| ------------------------------------ | - | - | - | -- | -- | --- |
| INA Tontowi Ahmad / Liliyana Natsir  | 3 | 3 | 0 | 6  | 0  | 3   |
| MAS Chan Peng Soon / Goh Liu Ying    | 3 | 2 | 1 | 4  | 2  | 2   |
| THA Bodin Isara / Savitree Amitrapai | 3 | 1 | 2 | 2  | 4  | 1   |
| AUS Robin Middleton / Leanne Choo    | 3 | 0 | 3 | 0  | 6  | 0   |

| Equipe 1                  | Resultado           | Equipe 2                  |
| 11 de agosto, 15:30       | 11 de agosto, 15:30 | 11 de agosto, 15:30       |
| ------------------------- | ------------------- | ------------------------- |
| INA T Ahmad / L Natsir    | 21–7 21–8           | AUS R Middleton / L Choo  |
| 11 de agosto, 16:40       |                     |                           |
| MAS Chan P S / Goh L Y    | 21–13 21–19         | THA B Isara / S Amitrapai |
| 12 de agosto, 11:55       |                     |                           |
| INA T Ahmad / L Natsir    | 21–11 21–13         | THA B Isara / S Amitrapai |
| 12 de agosto, 15:55       |                     |                           |
| MAS Chan P S / Goh L Y    | 21–17 21–15         | AUS R Middleton / L Choo  |
| 13 de agosto, 10:10       |                     |                           |
| INA T Ahmad / L Natsir    | 21–15 21–11         | MAS Chan P S / Goh L Y    |
| 13 de agosto, 21:05       |                     |                           |
| THA B Isara / S Amitrapai | 21–13 21–18         | AUS R Middleton / L Choo  |

#### Grupo D
| Equipe                            | J | V | D | SG | SP | Pts |
| --------------------------------- | - | - | - | -- | -- | --- |
| KOR Ko Sung-hyun / Kim Ha-na      | 3 | 3 | 0 | 6  | 0  | 3   |
| JPN Kenta Kazuno / Ayane Kurihara | 3 | 2 | 1 | 4  | 2  | 2   |
| NED Jacco Arends / Selena Piek    | 3 | 1 | 2 | 2  | 4  | 1   |
| USA Phillip Chew / Jamie Subandhi | 3 | 0 | 3 | 0  | 6  | 0   |

| Equipe 1                  | Resultado          | Equipe 2                  |
| 11 de agosto, 9:00        | 11 de agosto, 9:00 | 11 de agosto, 9:00        |
| ------------------------- | ------------------ | ------------------------- |
| JPN K Kazuno / A Kurihara | 21–14 21–19        | NED J Arends / S Piek     |
| 11 de agosto, 9:35        |                    |                           |
| KOR Ko S-h / Kim H-n      | 21–10 21–12        | USA P Chew / J Subandhi   |
| 12 de agosto, 15:30       |                    |                           |
| JPN K Kazuno / A Kurihara | 21–6 21–12         | USA P Chew / J Subandhi   |
| 12 de agosto, 16:40       |                    |                           |
| KOR Ko S-h / Kim H-n      | 21–10 21–10        | NED J Arends / S Piek     |
| 13 de agosto, 9:00        |                    |                           |
| KOR Ko S-h / Kim H-n      | 25–23 21–17        | JPN K Kazuno / A Kurihara |
| 13 de agosto, 15:55       |                    |                           |
| NED J Arends / S Piek     | 21–15 21–19        | USA P Chew / J Subandhi   |

### Fase final
A fase final arrancou com os dois primeiros classificados de cada grupo, com quartas de final, semifinais e encontros das medalhas (disputa pelo bronze e final). De domínio asiático, só houve uma dupla fora da Ásia, vinda da Polônia.
|  | Quartas de final | Quartas de final                        | Quartas de final                      | Quartas de final                    | Quartas de final |                                       |                                     | Semifinais | Semifinais          | Semifinais          | Semifinais          | Semifinais          |                     |  | Final | Final                                 | Final | Final | Final |  |  |
|  |                  |                                         |                                       |                                     |                  |                                       |                                     |            |                     |                     |                     |                     |                     |  |       |                                       |       |       |       |  |  |
|  | A1               | CHN Zhang Nan CHN Zhao Yunlei           | 21                                    | 21                                  |                  |                                       |                                     |            |                     |                     |                     |                     |                     |  |       |                                       |       |       |       |  |  |
|  | D2               | JPN Kenta Kazuno JPN Ayane Kurihara     | 14                                    | 12                                  |                  |                                       |                                     |            |                     |                     |                     |                     |                     |  |       |                                       |       |       |       |  |  |
|  | D2               | JPN Kenta Kazuno JPN Ayane Kurihara     | 14                                    | 12                                  |                  | A1                                    | CHN Zhang Nan CHN Zhao Yunlei       | 16         | 15                  |                     |                     |                     |                     |  |       |                                       |       |       |       |  |  |
|  |                  |                                         |                                       |                                     |                  | A1                                    | CHN Zhang Nan CHN Zhao Yunlei       | 16         | 15                  |                     |                     |                     |                     |  |       |                                       |       |       |       |  |  |
|  |                  | C1                                      | INA Tontowi Ahmad INA Liliyana Natsir | 21                                  | 21               |                                       |                                     |            |                     |                     |                     |                     |                     |  |       |                                       |       |       |       |  |  |
|  | C1               | C1                                      | INA Tontowi Ahmad INA Liliyana Natsir | 21                                  | 21               | INA Tontowi Ahmad INA Liliyana Natsir | 21                                  | 21         |                     |                     |                     |                     |                     |  |       |                                       |       |       |       |  |  |
|  | C1               |                                         |                                       |                                     |                  | INA Tontowi Ahmad INA Liliyana Natsir | 21                                  | 21         |                     |                     |                     |                     |                     |  |       |                                       |       |       |       |  |  |
|  | A2               | INA Praveen Jordan INA Debby Susanto    | 16                                    | 11                                  |                  |                                       |                                     |            |                     |                     |                     |                     |                     |  |       |                                       |       |       |       |  |  |
|  |                  |                                         |                                       |                                     |                  |                                       |                                     |            |                     |                     |                     |                     |                     |  | C1    | INA Tontowi Ahmad INA Liliyana Natsir | 21    | 21    |       |  |  |
|  |                  |                                         | C2                                    | MAS Chan Peng Soon MAS Goh Liu Ying | 14               | 12                                    |                                     |            |                     |                     |                     |                     |                     |  |       |                                       |       |       |       |  |  |
|  | C2               | MAS Chan Peng Soon MAS Goh Liu Ying     | 21                                    | 21                                  |                  |                                       |                                     |            |                     |                     |                     |                     |                     |  |       |                                       |       |       |       |  |  |
|  | B1               | POL Robert Mateusiak POL Nadieżda Zięba | 17                                    | 10                                  |                  |                                       |                                     |            |                     |                     |                     |                     |                     |  |       |                                       |       |       |       |  |  |
|  | B1               | POL Robert Mateusiak POL Nadieżda Zięba | 17                                    | 10                                  |                  | C2                                    | MAS Chan Peng Soon MAS Goh Liu Ying | 21         | 21                  |                     |                     |                     |                     |  |       |                                       |       |       |       |  |  |
|  |                  |                                         |                                       |                                     |                  | C2                                    | MAS Chan Peng Soon MAS Goh Liu Ying | 21         | 21                  |                     |                     |                     |                     |  |       |                                       |       |       |       |  |  |
|  |                  | B2                                      | CHN Xu Chen CHN Ma Jin                | 12                                  | 19               |                                       |                                     |            | Disputa pelo bronze | Disputa pelo bronze | Disputa pelo bronze | Disputa pelo bronze | Disputa pelo bronze |  |       |                                       |       |       |       |  |  |
|  | B2               | B2                                      | CHN Xu Chen CHN Ma Jin                | 12                                  | 19               | CHN Xu Chen CHN Ma Jin                | 21                                  | 21         | Disputa pelo bronze | Disputa pelo bronze | Disputa pelo bronze | Disputa pelo bronze | Disputa pelo bronze |  |       |                                       |       |       |       |  |  |
|  | B2               |                                         |                                       |                                     |                  | CHN Xu Chen CHN Ma Jin                | 21                                  | 21         |                     |                     |                     |                     |                     |  |       |                                       |       |       |       |  |  |
|  | D1               | KOR Ko Sung-hyun KOR Kim Ha-na          | 17                                    | 18                                  |                  |                                       |                                     |            |                     |                     |                     |                     |                     |  | A1    | CHN Zhang Nan CHN Zhao Yunlei         | 21    | 21    |       |  |  |
|  |                  |                                         |                                       |                                     |                  |                                       |                                     |            |                     |                     |                     |                     |                     |  | B2    | CHN Xu Chen CHN Ma Jin                | 7     | 11    |       |  |  |